# 춘천 소양로성당
춘천 소양로성당은 대한민국 강원특별자치도 춘천시 소양로2가에 있는 등록문화재이자 종교시설이다. 2005년 4월 15일 대한민국의 국가등록문화재 제161호로 지정되었다.

## 개요
이 건물은 성 콜롬반 외방선교회 제임스 버클리(James Buckley) 신부가 한국전쟁 당시 인민군에게 총살된 소양성당 주임 신부 콜리어(Anthony Collier)를 기리고자 건립한 성당이다. 국내 최초로 근대적 양식을 도입한 교회 건축물인 이 성당의 평면은 당시에는 보기 드문 반원형을 기본으로 하여 중앙 제단을 중심으로 신자석을 부채꼴로 배열하고, 원주면 중앙에 현관과 고해소, 좌우 끝단에 제의실과 유아실을 덧붙인 형태이다. 아치창, 버팀벽 등은 교회 건축에서 흔히 쓰는 고전적 기법이지만 일체의 장식을 배제한 단순한 형태와 밝고 기능적인 내부 공간은 근대적인 건축 개념을 적용한 것으로 중세풍의 양식적 교회 건축에서 벗어난 선진적 형태로 평가받고 있다.

## 참고 자료
- 춘천 소양로성당 - 국가유산청 국가유산포털